# Ludwig Rehn
Ludwig Wilhelm Carl Rehn (13. dubna 1849, Bad Sooden-Allendorf, Hesensko – 29. května 1930 Frankfurt nad Mohanem) byl německý chirurg. Jako první na světě provedl v roce 1896 úspěšnou operaci srdce, což bylo do té doby považováno za nemožné.

## Život
Narodil se v rodině lékaře jako nejmladší z pěti dětí. Navštěvoval klášterní školu v Bad Hersfeld. Sloužil jako dobrovolník v Prusko-francouzské válce. Poté studoval medicínu na Philipps-Universität v Marburgu, absolvoval ji v roce 1875. Praxi zahájil v Griesheimu, později pracoval v Rödelheimu (dnes jsou obě sídla městskou částí Frankfurtu nad Mohanem). Od roku 1886 pracoval jako chirurg a vedoucí oddělení v městské nemocnici ve Frankfurtu.

### První operace srdce
V Rehnově době byl zažitý názor, že srdce není možné léčit chirurgicky. Ještě v 80. letech 19. století slavný německý lékař Theodor Billroth tvrdil, že chirurg, který se pokusí sešít poraněné srdce, navždy ztratí úctu svých kolegů. Ludwig Rehn však 7. září 1896 úspěšně sešil bodnou ránu pravé srdeční komory.
V roce 1914 byl jmenován profesorem na nově založené Univerzitě Johanna Wolfganga Goetheho ve Frankfurtu. Jako chirurg pak sloužil v první světové válce.